# 镰片假毛蕨
镰片假毛蕨（学名：Pseudocyclosorus falcilobus）为金星蕨科假毛蕨属下的一个种。

## 扩展阅读
- 維基物種上的相關：镰片假毛蕨